# Liste der Kulturdenkmäler in Braunsen
Die folgende Liste enthält die in der Denkmaltopographie ausgewiesenen Kulturdenkmäler auf dem Gebiet des Ortsteils Braunsen der  Stadt Bad Arolsen, Landkreis Waldeck-Frankenberg, Hessen.
Hinweis: Die Reihenfolge der Denkmäler in dieser Liste orientiert sich an der Anschrift, alternativ ist sie auch nach der Bezeichnung, der vom Landesamt für Denkmalpflege vergebenen Nummer oder der Bauzeit sortierbar.
Kulturdenkmäler werden fortlaufend im Denkmalverzeichnis des Landes Hessen durch das Landesamt für Denkmalpflege Hessen auf Basis des Hessischen Denkmalschutzgesetzes (HDSchG) geführt. Die Schutzwürdigkeit eines Kulturdenkmals hängt nicht von der Eintragung in das Denkmalverzeichnis des Landes Hessen oder der Veröffentlichung in der Denkmaltopographie ab.

Das Denkmalverzeichnis für diesen Bereich liegt noch nicht vor. Die bisher bekannten Bau- und Kunstdenkmäler hat das Landesamt für Denkmalpflege Hessen in sogenannten Arbeitslisten erfasst. Den Arbeitslisten liegen Erkenntnisse aus Akten, Ortsbegehungen und Denkmalinventaren, jedoch keine neuere systematische Forschung, zugrunde. Die Benehmensherstellung mit der Gemeinde gemäß § 11 Abs. 1 HDSchG ist noch nicht erfolgt.
Das Vorhandensein oder Fehlen eines Objekts in dieser Liste ist keine rechtsverbindliche Auskunft darüber, ob es Kulturdenkmal ist oder nicht: Diese Liste entspricht möglicherweise nicht dem aktuellen Stand der offiziellen Denkmaltopographie. Diese ist für Hessen in den entsprechenden Bänden der Denkmaltopographie Bundesrepublik Deutschland und im Internet unter DenkXweb – Kulturdenkmäler in Hessen einsehbar. Auch diese Quellen sind, obwohl sie durch das Landesamt für Denkmalpflege Hessen aktualisiert werden, nicht immer aktuell, da es im Denkmalbestand immer wieder Änderungen gibt.
Eine verbindliche Auskunft erteilt allein das Landesamt für Denkmalpflege Hessen.
Nutze diese Kartenansicht, um Koordinaten in der Liste zu setzen. In dieser Kartenansicht sind Kulturdenkmale ohne Koordinaten mit einem roten bzw. orangen Marker dargestellt und können in der Karte gesetzt werden. Kulturdenkmale ohne Bild sind mit einem blauen bzw. roten Marker gekennzeichnet, Kulturdenkmale mit Bild mit einem grünen bzw. orangen Marker.

## Gesamtanlagen
| Bild            | Bezeichnung                          | Lage          | Beschreibung | Bauzeit | Objekt-Nr. |
| --------------- | ------------------------------------ | ------------- | ------------ | ------- | ---------- |
| Bild gesucht BW | Gesamtanlage 1 Historischer Ortskern | Braunsen Lage |              |         | 170432 DDB |

## Kulturdenkmäler
| Bild            | Bezeichnung                                         | Lage                                               | Beschreibung | Bauzeit | Objekt-Nr. |
| --------------- | --------------------------------------------------- | -------------------------------------------------- | ------------ | ------- | ---------- |
| Bild gesucht BW | Fachwerkwohnhaus                                    | Am Kirchenland 2 LageFlur: 1, Flurstück: 21/1      |              |         | 828775 DDB |
| weitere Bilder  | Evangelische Kirche                                 | Am Kirchenland 4 LageFlur: 1, Flurstück: 24/2      |              |         | 170434 DDB |
| Bild gesucht BW | Fachwerkwohnhaus                                    | An der Ölmühle 1 LageFlur: 1, Flurstück: 17        |              |         | 170435 DDB |
| Bild gesucht BW | Fachwerkwohnhaus                                    | An der Ölmühle 2 LageFlur: 1, Flurstück: 47        |              |         | 170436 DDB |
| Bild gesucht BW | Fachwerkwohnhaus                                    | An der Ölmühle 6 LageFlur: 1, Flurstück: 39        |              |         | 170437 DDB |
| Bild gesucht BW | Fachwerkeinhaus                                     | An der Ölmühle 12 LageFlur: 1, Flurstück: 37/1     |              |         | 170438 DDB |
| Bild gesucht BW | Fachwerkwohnhaus+Stall                              | Bilsteiner Straße 12 LageFlur: 19, Flurstück: 27   |              |         | 170441 DDB |
| Bild gesucht BW | Alte Schule, heute Fachwerkwohnhaus                 | Bilsteiner Straße 17 LageFlur: 1, Flurstück: 54/1  |              |         | 170442 DDB |
| Bild gesucht BW | Fachwerkwohnhaus                                    | Bilsteiner Straße 2 LageFlur: 19, Flurstück: 34    |              |         | 828776 DDB |
| Bild gesucht BW | Gut Bilstein, Fachwerkwohnhaus+Scheune+Stall+Remise | Bilsteiner Straße 41 LageFlur: 18, Flurstück: 26/1 |              |         | 170735 DDB |
| Bild gesucht BW | ehem. Querdielenhaus, Fachwerk                      | Bilsteiner Straße 5 LageFlur: 1, Flurstück: 1/1    |              |         | 828777 DDB |
| Bild gesucht BW | Doppelscheune, Fachwerk                             | Braunser Hammerweg 2 LageFlur: 1, Flurstück: 20/1  |              |         | 170443 DDB |
| Backhaus, Altes | Backhaus, Altes                                     | Im Dorf LageFlur: 1, Flurstück: 58/1               |              |         | 170439 DDB |